# أماندا كورتوفيتش
أماندا كورتوفيتش (بالنرويجية: Amanda Kurtović‏) مواليد 25 يوليو 1991 في كارلسكرونا، هي لاعبة كرة يد نرويجية تلعب كجناح أيمن. مثلت منتخب النرويج لكرة اليد للسيدات. شاركت في دورة الألعاب الأولمبية الصيفية سنة 2012.

## الميداليات
| الميدالية | المسابقة                            |
| --------- | ----------------------------------- |
| ذهبية     | الألعاب الأولمبية الصيفية 2012      |
| برونزية   | الألعاب الأولمبية الصيفية 2016      |
| ذهبية     | بطولة العالم لكرة اليد للسيدات 2011 |
| ذهبية     | بطولة العالم لكرة اليد للسيدات 2015 |
| ذهبية     | بطولة أوروبا لكرة اليد للسيدات 2016 |

## روابط خارجية
- أماندا كورتوفيتش على موقع IMDb (الإنجليزية)

- أماندا كورتوفيتش على موقع الاتحاد الأوروبي لكرة اليد (الإنجليزية)
- أماندا كورتوفيتش على موقع الاتحاد النرويجي لكرة اليد (النرويجية)
- أماندا كورتوفيتش على موقع اللجنة الأولمبية الدولية (الإنجليزية)
- أماندا كورتوفيتش على موقع أوليمبيديا (الإنجليزية)